# Вишнёвое (Лозовский район)
Вишнёвое (укр. Вишневе) — село, Переможанский сельский совет, Лозовский район, Харьковская область, Украина.
Село ликвидировано в 1995 году
.

## Географическое положение
Село Вишнёвое находится на расстоянии в 2 км от сёл Червоный Кут и Перемога.

## История
- 1995 — село ликвидировано[3].

## Экономика
- Птице-товарная ферма.